# Ramamoebida
Ordre
Les Ramamoebida sont un ordre d'amibozoaires (amibes) de la classe des Variosea.

## Étymologie
Le nom Ramamoebida est dérivé du latin ramus « ramification », désignant leurs pseudopodes souvent ramifiés, et de amoebida, « amibe », en référence au corps cellulaire de cette amibe lequel est également souvent ramifié.

## Description
Les Ramamoebida sont des amibes uninucléées, souvent allongées, parfois réticulées, avec des pseudopodes ou sous-speudopodes filiformes ramifiés, généralement trop lents pour que leur motilité soit observable au microscope optique. Ils sont phylogénétiquement plus proches du genre Cavostelium Olive, 1965 (de la famille des Cavosteliidae), que du genre Filamoeba (famille des Filamoebidae). Contrairement aux espèces de l'ordre des Varipodida, les espèces de l'ordre des Ramamoebida portent parfois des cils et ont un stade de fructification pédonculé.

## Liste des familles
Selon l'IRMNG (22 mars 2025)
- Angulamoebidae Cavalier-Smith in Cavalier-Smith, Chao & Lewis, 2016
- Ischnamoebidae Cavalier-Smith in Cavalier-Smith, Chao & Lewis, 2016

## Systématique
Le nom valide complet (avec auteur) de ce taxon est Ramamoebida Cavalier-Smith in Cavalier-Smith, Chao (d) & Lewis (d), 2016.

## Publication originale
- Thomas Cavalier-Smith, Ema E. Chao et Rhodri Lewis, « 187-gene phylogeny of protozoan phylum Amoebozoa reveals a new class (Cutosea) of deep-branching, ultrastructurally unique, enveloped marine Lobosa and clarifies amoeba evolution », Molecular Phylogenetics and Evolution, no 99,‎ 2016, p. 275-296 (ISSN 1055-7903, lire en ligne, consulté le 22 mars 2025).